# Tournoi du Canada de rugby à sept 2016
Navigation
2017
Le Tournoi du Canada de rugby à sept 2016 est la sixième étape de la saison 2015-2016 du World Rugby Sevens Series. Elle se déroule sur deux jours les 12 et 13 mars 2016 au BC Place Stadium à Vancouver, au Canada. Ce premier tournoi canadien est gagné par l'équipe de Nouvelle-Zélande qui bat en finale l'équipe d'Afrique du Sud sur le score de 19 à 14.

## Équipes participantes
Seize équipes participent au tournoi (quinze équipes permanentes plus une invitée) :
- Afrique du Sud
- Angleterre
- Argentine
- Australie
- Canada
- Écosse
- États-Unis
- France
- Fidji
- Pays de Galles
- Kenya
- Nouvelle-Zélande
- Portugal
- Russie
- Samoa
- Brésil (invitée)

## Phase de poules

### Poule A
| Rang | Pays     | J | V | N | D | Pm  | Pe  | Diff | Pts |
| ---- | -------- | - | - | - | - | --- | --- | ---- | --- |
| 1    | Fidji    | 3 | 3 | 0 | 0 | 124 | 24  | +100 | 9   |
| 2    | Samoa    | 3 | 2 | 0 | 1 | 74  | 64  | +10  | 7   |
| 3    | Kenya    | 3 | 1 | 0 | 2 | 81  | 55  | +26  | 5   |
| 4    | Portugal | 3 | 0 | 0 | 3 | 12  | 148 | -136 | 3   |

| 12 mars 2016 10 h 14 UTC−08:00 | Fidji | 38 - 5 | Samoa | BC Place Stadium, Vancouver |
| 12 mars 2016 10 h 14 UTC−08:00 |       |        |       | BC Place Stadium, Vancouver |
| 12 mars 2016 10 h 14 UTC−08:00 |       |        |       | BC Place Stadium, Vancouver |

| 12 mars 2016 10 h 36 UTC−08:00 | Kenya | 43 - 5 | Portugal | BC Place Stadium, Vancouver |
| 12 mars 2016 10 h 36 UTC−08:00 |       |        |          | BC Place Stadium, Vancouver |
| 12 mars 2016 10 h 36 UTC−08:00 |       |        |          | BC Place Stadium, Vancouver |

| 12 mars 2016 13 h 50 UTC−08:00 | Fidji | 62 - 0 | Portugal | BC Place Stadium, Vancouver |
| 12 mars 2016 13 h 50 UTC−08:00 |       |        |          | BC Place Stadium, Vancouver |
| 12 mars 2016 13 h 50 UTC−08:00 |       |        |          | BC Place Stadium, Vancouver |

| 12 mars 2016 14 h 12 UTC−08:00 | Kenya | 16 - 26 | Samoa | BC Place Stadium, Vancouver |
| 12 mars 2016 14 h 12 UTC−08:00 |       |         |       | BC Place Stadium, Vancouver |
| 12 mars 2016 14 h 12 UTC−08:00 |       |         |       | BC Place Stadium, Vancouver |

| 12 mars 2016 18 h 00 UTC−08:00 | Fidji | 24 - 19 | Kenya | BC Place Stadium, Vancouver |
| 12 mars 2016 18 h 00 UTC−08:00 |       |         |       | BC Place Stadium, Vancouver |
| 12 mars 2016 18 h 00 UTC−08:00 |       |         |       | BC Place Stadium, Vancouver |

| 12 mars 2016 17 h 38 UTC−08:00 | Samoa | 43 - 7 | Portugal | BC Place Stadium, Vancouver |
| 12 mars 2016 17 h 38 UTC−08:00 |       |        |          | BC Place Stadium, Vancouver |
| 12 mars 2016 17 h 38 UTC−08:00 |       |        |          | BC Place Stadium, Vancouver |

### Poule B
| Rang | Pays           | J | V | N | D | Pm  | Pe  | Diff | Pts |
| ---- | -------------- | - | - | - | - | --- | --- | ---- | --- |
| 1    | Australie      | 3 | 2 | 0 | 1 | 104 | 33  | +71  | 7   |
| 2    | Pays de Galles | 3 | 2 | 0 | 1 | 92  | 68  | +24  | 7   |
| 3    | Canada         | 3 | 2 | 0 | 1 | 62  | 50  | +12  | 7   |
| 4    | Russie         | 3 | 0 | 0 | 3 | 17  | 124 | -107 | 3   |

| 12 mars 2016 11 h 42 UTC−08:00 | Australie | 43 - 5 | Russie | BC Place Stadium, Vancouver |
| 12 mars 2016 11 h 42 UTC−08:00 |           |        |        | BC Place Stadium, Vancouver |
| 12 mars 2016 11 h 42 UTC−08:00 |           |        |        | BC Place Stadium, Vancouver |

| 12 mars 2016 12 h 04 UTC−08:00 | Pays de Galles | 26 - 19 | Canada | BC Place Stadium, Vancouver |
| 12 mars 2016 12 h 04 UTC−08:00 |                |         |        | BC Place Stadium, Vancouver |
| 12 mars 2016 12 h 04 UTC−08:00 |                |         |        | BC Place Stadium, Vancouver |

| 12 mars 2016 15 h 40 UTC−08:00 | Australie | 12 - 14 | Canada | BC Place Stadium, Vancouver |
| 12 mars 2016 15 h 40 UTC−08:00 |           |         |        | BC Place Stadium, Vancouver |
| 12 mars 2016 15 h 40 UTC−08:00 |           |         |        | BC Place Stadium, Vancouver |

| 12 mars 2016 15 h 18 UTC−08:00 | Pays de Galles | 52 - 0 | Russie | BC Place Stadium, Vancouver |
| 12 mars 2016 15 h 18 UTC−08:00 |                |        |        | BC Place Stadium, Vancouver |
| 12 mars 2016 15 h 18 UTC−08:00 |                |        |        | BC Place Stadium, Vancouver |

| 12 mars 2016 19 h 06 UTC−08:00 | Australie | 49 - 14 | Pays de Galles | BC Place Stadium, Vancouver |
| 12 mars 2016 19 h 06 UTC−08:00 |           |         |                | BC Place Stadium, Vancouver |
| 12 mars 2016 19 h 06 UTC−08:00 |           |         |                | BC Place Stadium, Vancouver |

| 12 mars 2016 19 h 28 UTC−08:00 | Russie | 12 - 29 | Canada | BC Place Stadium, Vancouver |
| 12 mars 2016 19 h 28 UTC−08:00 |        |         |        | BC Place Stadium, Vancouver |
| 12 mars 2016 19 h 28 UTC−08:00 |        |         |        | BC Place Stadium, Vancouver |

### Poule C
| Rang | Pays           | J | V | N | D | Pm | Pe | Diff | Pts |
| ---- | -------------- | - | - | - | - | -- | -- | ---- | --- |
| 1    | Afrique du Sud | 3 | 3 | 0 | 0 | 92 | 7  | +85  | 9   |
| 2    | Écosse         | 3 | 2 | 0 | 1 | 52 | 50 | +2   | 7   |
| 3    | Argentine      | 3 | 1 | 0 | 2 | 42 | 51 | -9   | 5   |
| 4    | Brésil         | 3 | 0 | 0 | 3 | 12 | 94 | -82  | 3   |

| 12 mars 2016 9 h 30 UTC−08:00 | Afrique du Sud | 43 - 0 | Écosse | BC Place Stadium, Vancouver |
| 12 mars 2016 9 h 30 UTC−08:00 |                |        |        | BC Place Stadium, Vancouver |
| 12 mars 2016 9 h 30 UTC−08:00 |                |        |        | BC Place Stadium, Vancouver |

| 12 mars 2016 9 h 52 UTC−08:00 | Argentine | 35 - 5 | Brésil | BC Place Stadium, Vancouver |
| 12 mars 2016 9 h 52 UTC−08:00 |           |        |        | BC Place Stadium, Vancouver |
| 12 mars 2016 9 h 52 UTC−08:00 |           |        |        | BC Place Stadium, Vancouver |

| 12 mars 2016 13 h 06 UTC−08:00 | Afrique du Sud | 26 - 7 | Brésil | BC Place Stadium, Vancouver |
| 12 mars 2016 13 h 06 UTC−08:00 |                |        |        | BC Place Stadium, Vancouver |
| 12 mars 2016 13 h 06 UTC−08:00 |                |        |        | BC Place Stadium, Vancouver |

| 12 mars 2016 13 h 28 UTC−08:00 | Argentine | 7 - 19 | Écosse | BC Place Stadium, Vancouver |
| 12 mars 2016 13 h 28 UTC−08:00 |           |        |        | BC Place Stadium, Vancouver |
| 12 mars 2016 13 h 28 UTC−08:00 |           |        |        | BC Place Stadium, Vancouver |

| 12 mars 2016 17 h 16 UTC−08:00 | Afrique du Sud | 27 - 0 | Argentine | BC Place Stadium, Vancouver |
| 12 mars 2016 17 h 16 UTC−08:00 |                |        |           | BC Place Stadium, Vancouver |
| 12 mars 2016 17 h 16 UTC−08:00 |                |        |           | BC Place Stadium, Vancouver |

| 12 mars 2016 16 h 54 UTC−08:00 | Écosse | 33 - 0 | Brésil | BC Place Stadium, Vancouver |
| 12 mars 2016 16 h 54 UTC−08:00 |        |        |        | BC Place Stadium, Vancouver |
| 12 mars 2016 16 h 54 UTC−08:00 |        |        |        | BC Place Stadium, Vancouver |

### Poule D
| Rang | Pays             | J | V | N | D | Pm | Pe | Diff | Pts |
| ---- | ---------------- | - | - | - | - | -- | -- | ---- | --- |
| 1    | Nouvelle-Zélande | 3 | 3 | 0 | 0 | 48 | 15 | +33  | 9   |
| 2    | États-Unis       | 3 | 2 | 0 | 1 | 64 | 43 | +21  | 7   |
| 3    | Angleterre       | 3 | 1 | 0 | 2 | 26 | 36 | -10  | 5   |
| 4    | France           | 3 | 0 | 0 | 3 | 36 | 80 | -44  | 3   |

| 12 mars 2016 10 h 58 UTC−08:00 | États-Unis | 42 - 14 | France | BC Place Stadium, Vancouver |
| 12 mars 2016 10 h 58 UTC−08:00 |            |         |        | BC Place Stadium, Vancouver |
| 12 mars 2016 10 h 58 UTC−08:00 |            |         |        | BC Place Stadium, Vancouver |

| 12 mars 2016 11 h 20 UTC−08:00 | Nouvelle-Zélande | 7 - 0 | Angleterre | BC Place Stadium, Vancouver |
| 12 mars 2016 11 h 20 UTC−08:00 |                  |       |            | BC Place Stadium, Vancouver |
| 12 mars 2016 11 h 20 UTC−08:00 |                  |       |            | BC Place Stadium, Vancouver |

| 12 mars 2016 14 h 34 UTC−08:00 | États-Unis | 17 - 12 | Angleterre | BC Place Stadium, Vancouver |
| 12 mars 2016 14 h 34 UTC−08:00 |            |         |            | BC Place Stadium, Vancouver |
| 12 mars 2016 14 h 34 UTC−08:00 |            |         |            | BC Place Stadium, Vancouver |

| 12 mars 2016 14 h 56 UTC−08:00 | Nouvelle-Zélande | 24 - 10 | France | BC Place Stadium, Vancouver |
| 12 mars 2016 14 h 56 UTC−08:00 |                  |         |        | BC Place Stadium, Vancouver |
| 12 mars 2016 14 h 56 UTC−08:00 |                  |         |        | BC Place Stadium, Vancouver |

| 12 mars 2016 18 h 44 UTC−08:00 | États-Unis | 5 - 17 | Nouvelle-Zélande | BC Place Stadium, Vancouver |
| 12 mars 2016 18 h 44 UTC−08:00 |            |        |                  | BC Place Stadium, Vancouver |
| 12 mars 2016 18 h 44 UTC−08:00 |            |        |                  | BC Place Stadium, Vancouver |

| 12 mars 2016 18 h 22 UTC−08:00 | France | 12 - 14 | Angleterre | BC Place Stadium, Vancouver |
| 12 mars 2016 18 h 22 UTC−08:00 |        |         |            | BC Place Stadium, Vancouver |
| 12 mars 2016 18 h 22 UTC−08:00 |        |         |            | BC Place Stadium, Vancouver |

## Phase finale
Résultats de la phase finale.

### Tournois principaux

#### Cup
|  | Quarts de finale                 | Quarts de finale                 |                                  |                                  | Demi-finales                     | Demi-finales                     |    |  | Finale                           | Finale                           |
|  | Quarts de finale                 | Quarts de finale                 |                                  |                                  | Demi-finales                     | Demi-finales                     |    |  | Finale                           | Finale                           |
|  |                                  |                                  |                                  |                                  |                                  |                                  |    |  |                                  |                                  |
|  | 13 mars 2016 - 11 h 08 UTC−08:00 | 13 mars 2016 - 11 h 08 UTC−08:00 |                                  |                                  | 13 mars 2016 - 15 h 08 UTC−08:00 | 13 mars 2016 - 15 h 08 UTC−08:00 |    |  | 13 mars 2016 - 18 h 00 UTC−08:00 | 13 mars 2016 - 18 h 00 UTC−08:00 |
|  | 13 mars 2016 - 11 h 08 UTC−08:00 | 13 mars 2016 - 11 h 08 UTC−08:00 |                                  |                                  | 13 mars 2016 - 15 h 08 UTC−08:00 | 13 mars 2016 - 15 h 08 UTC−08:00 |    |  | 13 mars 2016 - 18 h 00 UTC−08:00 | 13 mars 2016 - 18 h 00 UTC−08:00 |
|  | Fidji                            | 31                               |                                  |                                  | 13 mars 2016 - 15 h 08 UTC−08:00 | 13 mars 2016 - 15 h 08 UTC−08:00 |    |  | 13 mars 2016 - 18 h 00 UTC−08:00 | 13 mars 2016 - 18 h 00 UTC−08:00 |
|  | Fidji                            | 31                               |                                  |                                  | 13 mars 2016 - 15 h 08 UTC−08:00 | 13 mars 2016 - 15 h 08 UTC−08:00 |    |  | 13 mars 2016 - 18 h 00 UTC−08:00 | 13 mars 2016 - 18 h 00 UTC−08:00 |
|  | États-Unis                       | 26                               |                                  |                                  | 13 mars 2016 - 15 h 08 UTC−08:00 | 13 mars 2016 - 15 h 08 UTC−08:00 |    |  | 13 mars 2016 - 18 h 00 UTC−08:00 | 13 mars 2016 - 18 h 00 UTC−08:00 |
|  | États-Unis                       | 26                               | Fidji                            | 19                               |                                  |                                  |    |  | 13 mars 2016 - 18 h 00 UTC−08:00 | 13 mars 2016 - 18 h 00 UTC−08:00 |
|  | 13 mars 2016 - 11 h 30 UTC−08:00 |                                  | Fidji                            | 19                               |                                  |                                  |    |  | 13 mars 2016 - 18 h 00 UTC−08:00 | 13 mars 2016 - 18 h 00 UTC−08:00 |
|  |                                  | Afrique du Sud                   | 31                               |                                  |                                  |                                  |    |  | 13 mars 2016 - 18 h 00 UTC−08:00 | 13 mars 2016 - 18 h 00 UTC−08:00 |
|  | Afrique du Sud                   | Afrique du Sud                   | 31                               | 31                               |                                  |                                  |    |  | 13 mars 2016 - 18 h 00 UTC−08:00 | 13 mars 2016 - 18 h 00 UTC−08:00 |
|  | Afrique du Sud                   |                                  |                                  | 31                               |                                  |                                  |    |  | 13 mars 2016 - 18 h 00 UTC−08:00 | 13 mars 2016 - 18 h 00 UTC−08:00 |
|  | Pays de Galles                   | 0                                |                                  |                                  |                                  |                                  |    |  | 13 mars 2016 - 18 h 00 UTC−08:00 | 13 mars 2016 - 18 h 00 UTC−08:00 |
|  | Pays de Galles                   | 0                                | Afrique du Sud                   | 14                               |                                  |                                  |    |  |                                  |                                  |
|  | 13 mars 2016 - 11 h 52 UTC−08:00 |                                  | Afrique du Sud                   | 14                               |                                  |                                  |    |  |                                  |                                  |
|  |                                  | Nouvelle-Zélande                 | 19                               |                                  |                                  |                                  |    |  |                                  |                                  |
|  | Nouvelle-Zélande                 | Nouvelle-Zélande                 | 19                               | 17                               |                                  |                                  |    |  |                                  |                                  |
|  | Nouvelle-Zélande                 | 13 mars 2016 - 15 h 30 UTC−08:00 |                                  | 17                               |                                  |                                  |    |  |                                  |                                  |
|  | Samoa                            | 12                               |                                  |                                  |                                  |                                  |    |  |                                  |                                  |
|  | Samoa                            | 12                               | Nouvelle-Zélande                 | 28                               |                                  |                                  |    |  |                                  |                                  |
|  | 13 mars 2016 - 12 h 14 UTC−08:00 | 13 mars 2016 - 12 h 14 UTC−08:00 | Nouvelle-Zélande                 | 28                               | Match pour la 3e place           | Match pour la 3e place           |    |  |                                  |                                  |
|  | 13 mars 2016 - 12 h 14 UTC−08:00 | 13 mars 2016 - 12 h 14 UTC−08:00 |                                  | Australie                        | Match pour la 3e place           | Match pour la 3e place           | 19 |  |                                  |                                  |
|  | Australie                        | 24                               | 13 mars 2016 - 17 h 26 UTC−08:00 | 13 mars 2016 - 17 h 26 UTC−08:00 |                                  |                                  | 19 |  |                                  |                                  |
|  | Australie                        | 24                               | 13 mars 2016 - 17 h 26 UTC−08:00 | 13 mars 2016 - 17 h 26 UTC−08:00 |                                  |                                  |    |  |                                  |                                  |
|  | Écosse                           | 17                               |                                  | Fidji                            | 12                               |                                  |    |  |                                  |                                  |
|  | Écosse                           | 17                               |                                  | Fidji                            | 12                               |                                  |    |  |                                  |                                  |
|  |                                  |                                  |                                  |                                  |                                  |                                  |    |  | Australie                        | 19                               |
|  |                                  |                                  |                                  |                                  |                                  |                                  |    |  | Australie                        | 19                               |

#### Bowl
|  | Quarts de finale                 | Quarts de finale                 |            |    | Demi-finales                     | Demi-finales                     |  |  | Finale                           | Finale                           |
|  | Quarts de finale                 | Quarts de finale                 |            |    | Demi-finales                     | Demi-finales                     |  |  | Finale                           | Finale                           |
|  |                                  |                                  |            |    |                                  |                                  |  |  |                                  |                                  |
|  | 13 mars 2016 - 9 h 40 UTC−08:00  | 13 mars 2016 - 9 h 40 UTC−08:00  |            |    | 13 mars 2016 - 13 h 40 UTC−08:00 | 13 mars 2016 - 13 h 40 UTC−08:00 |  |  | 13 mars 2016 - 16 h 30 UTC−08:00 | 13 mars 2016 - 16 h 30 UTC−08:00 |
|  | 13 mars 2016 - 9 h 40 UTC−08:00  | 13 mars 2016 - 9 h 40 UTC−08:00  |            |    | 13 mars 2016 - 13 h 40 UTC−08:00 | 13 mars 2016 - 13 h 40 UTC−08:00 |  |  | 13 mars 2016 - 16 h 30 UTC−08:00 | 13 mars 2016 - 16 h 30 UTC−08:00 |
|  | Kenya                            | 21                               |            |    | 13 mars 2016 - 13 h 40 UTC−08:00 | 13 mars 2016 - 13 h 40 UTC−08:00 |  |  | 13 mars 2016 - 16 h 30 UTC−08:00 | 13 mars 2016 - 16 h 30 UTC−08:00 |
|  | Kenya                            | 21                               |            |    | 13 mars 2016 - 13 h 40 UTC−08:00 | 13 mars 2016 - 13 h 40 UTC−08:00 |  |  | 13 mars 2016 - 16 h 30 UTC−08:00 | 13 mars 2016 - 16 h 30 UTC−08:00 |
|  | France                           | 24                               |            |    | 13 mars 2016 - 13 h 40 UTC−08:00 | 13 mars 2016 - 13 h 40 UTC−08:00 |  |  | 13 mars 2016 - 16 h 30 UTC−08:00 | 13 mars 2016 - 16 h 30 UTC−08:00 |
|  | France                           | 24                               | France     | 19 |                                  |                                  |  |  | 13 mars 2016 - 16 h 30 UTC−08:00 | 13 mars 2016 - 16 h 30 UTC−08:00 |
|  | 13 mars 2016 - 10 h 02 UTC−08:00 |                                  | France     | 19 |                                  |                                  |  |  | 13 mars 2016 - 16 h 30 UTC−08:00 | 13 mars 2016 - 16 h 30 UTC−08:00 |
|  |                                  | Argentine                        | 17         |    |                                  |                                  |  |  | 13 mars 2016 - 16 h 30 UTC−08:00 | 13 mars 2016 - 16 h 30 UTC−08:00 |
|  | Argentine                        | Argentine                        | 17         | 19 |                                  |                                  |  |  | 13 mars 2016 - 16 h 30 UTC−08:00 | 13 mars 2016 - 16 h 30 UTC−08:00 |
|  | Argentine                        |                                  |            | 19 |                                  |                                  |  |  | 13 mars 2016 - 16 h 30 UTC−08:00 | 13 mars 2016 - 16 h 30 UTC−08:00 |
|  | Russie                           | 0                                |            |    |                                  |                                  |  |  | 13 mars 2016 - 16 h 30 UTC−08:00 | 13 mars 2016 - 16 h 30 UTC−08:00 |
|  | Russie                           | 0                                | France     | 17 |                                  |                                  |  |  |                                  |                                  |
|  | 13 mars 2016 - 10 h 24 UTC−08:00 |                                  | France     | 17 |                                  |                                  |  |  |                                  |                                  |
|  |                                  | Canada                           | 19         |    |                                  |                                  |  |  |                                  |                                  |
|  | Angleterre                       | Canada                           | 19         | 31 |                                  |                                  |  |  |                                  |                                  |
|  | Angleterre                       | 13 mars 2016 - 14 h 02 UTC−08:00 |            | 31 |                                  |                                  |  |  |                                  |                                  |
|  | Portugal                         | 0                                |            |    |                                  |                                  |  |  |                                  |                                  |
|  | Portugal                         | 0                                | Angleterre | 7  |                                  |                                  |  |  |                                  |                                  |
|  | 13 mars 2016 - 10 h 46 UTC−08:00 |                                  | Angleterre | 7  |                                  |                                  |  |  |                                  |                                  |
|  |                                  | Canada                           | 17         |    |                                  |                                  |  |  |                                  |                                  |
|  | Canada                           | Canada                           | 17         | 19 |                                  |                                  |  |  |                                  |                                  |
|  | Canada                           |                                  |            | 19 |                                  |                                  |  |  |                                  |                                  |
|  | Brésil                           | 0                                |            |    |                                  |                                  |  |  |                                  |                                  |
|  | Brésil                           | 0                                |            |    |                                  |                                  |  |  |                                  |                                  |

### Matchs de classement

#### Plate
|  | Demi-finales                     | Demi-finales                     |            |    | Finale                           | Finale                           |
|  | Demi-finales                     | Demi-finales                     |            |    | Finale                           | Finale                           |
|  |                                  |                                  |            |    |                                  |                                  |
|  | 13 mars 2016 - 12 h 56 UTC−08:00 | 13 mars 2016 - 12 h 56 UTC−08:00 |            |    | 13 mars 2016 - 16 h 02 UTC−08:00 | 13 mars 2016 - 16 h 02 UTC−08:00 |
|  | 13 mars 2016 - 12 h 56 UTC−08:00 | 13 mars 2016 - 12 h 56 UTC−08:00 |            |    | 13 mars 2016 - 16 h 02 UTC−08:00 | 13 mars 2016 - 16 h 02 UTC−08:00 |
|  | États-Unis                       | 38                               |            |    | 13 mars 2016 - 16 h 02 UTC−08:00 | 13 mars 2016 - 16 h 02 UTC−08:00 |
|  | États-Unis                       | 38                               |            |    | 13 mars 2016 - 16 h 02 UTC−08:00 | 13 mars 2016 - 16 h 02 UTC−08:00 |
|  | Pays de Galles                   | 12                               |            |    | 13 mars 2016 - 16 h 02 UTC−08:00 | 13 mars 2016 - 16 h 02 UTC−08:00 |
|  | Pays de Galles                   | 12                               | États-Unis | 19 |                                  |                                  |
|  | 13 mars 2016 - 13 h 18 UTC−08:00 |                                  | États-Unis | 19 |                                  |                                  |
|  |                                  | Samoa                            | 31         |    |                                  |                                  |
|  | Samoa                            | Samoa                            | 31         | 24 |                                  |                                  |
|  | Samoa                            |                                  |            | 24 |                                  |                                  |
|  | Écosse                           | 17                               |            |    |                                  |                                  |
|  | Écosse                           | 17                               |            |    |                                  |                                  |

#### Shield
|  | Demi-finales                     | Demi-finales                     |        |    | Finale                           | Finale                           |
|  | Demi-finales                     | Demi-finales                     |        |    | Finale                           | Finale                           |
|  |                                  |                                  |        |    |                                  |                                  |
|  | 13 mars 2016 - 14 h 24 UTC−08:00 | 13 mars 2016 - 14 h 24 UTC−08:00 |        |    | 13 mars 2016 - 16 h 58 UTC−08:00 | 13 mars 2016 - 16 h 58 UTC−08:00 |
|  | 13 mars 2016 - 14 h 24 UTC−08:00 | 13 mars 2016 - 14 h 24 UTC−08:00 |        |    | 13 mars 2016 - 16 h 58 UTC−08:00 | 13 mars 2016 - 16 h 58 UTC−08:00 |
|  | Kenya                            | 7                                |        |    | 13 mars 2016 - 16 h 58 UTC−08:00 | 13 mars 2016 - 16 h 58 UTC−08:00 |
|  | Kenya                            | 7                                |        |    | 13 mars 2016 - 16 h 58 UTC−08:00 | 13 mars 2016 - 16 h 58 UTC−08:00 |
|  | Russie                           | 24                               |        |    | 13 mars 2016 - 16 h 58 UTC−08:00 | 13 mars 2016 - 16 h 58 UTC−08:00 |
|  | Russie                           | 24                               | Russie | 17 |                                  |                                  |
|  | 13 mars 2016 - 14 h 46 UTC−08:00 |                                  | Russie | 17 |                                  |                                  |
|  |                                  | Portugal                         | 10     |    |                                  |                                  |
|  | Portugal                         | Portugal                         | 10     | 17 |                                  |                                  |
|  | Portugal                         |                                  |        | 17 |                                  |                                  |
|  | Brésil                           | 7                                |        |    |                                  |                                  |
|  | Brésil                           | 7                                |        |    |                                  |                                  |

## Bilan
Statistiques sportives
- Meilleur marqueur du tournoi :
- Meilleur marqueur d'essais du tournoi : Perry Baker ( États-Unis) avec 8 essais